# Hanhisaari (ö i Lappland, Tunturi-Lappi)
Hanhisaari är en ö i Finland. Den ligger i sjön Kiellijärvi och i kommunen Enontekis i den ekonomiska regionen  Fjäll-Lappland  och landskapet Lappland, i den norra delen av landet, 1 000 km norr om huvudstaden Helsingfors. Öns area är 1,5 hektar och dess största längd är 190 meter i nord-sydlig riktning.